# Мануель Сеоане
Мануель Сеоане (ісп. Manuel Seoane; 19 березня 1902, Піньєйро — 21 серпня 1975, Кільмес, Аргентина) — футболіст і тренер збірної Аргентини. Найкращий бомбардир аматорської ери аргентинського футболу — 196 м'ячів, рекордсмен за кількістю голів в одному чемпіонаті Аргентини — 55 м'ячів. Перший гравець, що двічі визнавався найкращим гравцем чемпіонату Південної Америки.

## Біографія
Мануель Сеоане народився 19 березня 1902 року в Пиньєйро в окрузі Авельянеда, хоча в 1922 році в інтерв'ю журналу «Імпарсіаль» розповідав, що народився 19 грудня 1901 року в Росаріо. Батько Мануеля був ливарником, який емігрував з Іспанії в Південну Америку, сам же Мануель працював на підприємстві Крісталерія Папіні стажером. Крім роботи Сеоане також захоплювався футболом, граючи за аматорську молодіжну команду «Пантано де Оако».
У віці 15-ти років Сеоане почав грати за команду «Кампомар», що належала однойменній фабриці, у п'ятому дивізіоні чемпіонату Авельянеда. У 1918 році Сеоане перейшов в клуб «Прогрессіста» з району Ла Моска, куди його запросив представник клубу Антоніо Гарсія. У 1920 році скаут клубу «Індепендьєнте» Сантьяго Леопольдо Гарсія, який отримав рекомендації подивитися Сеоане у справі, був вражений манерою гравця грати на випередження, що дозволяло Сеоане забивати безліч м'ячів, і запросив Сеоане в клуб.

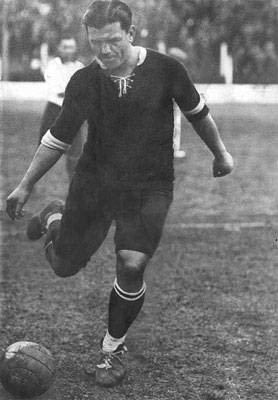
Сеоане в 1923 році

В грудні 1920 року Сеоане дебютував за «Індепендьєнте» в товариському матчі проти клубу «Естудіантес», перший матч вийшов вражаючим: «Індепендьєнте» переміг 5:1, а три м'ячі з п'яти записав на свій рахунок Сеоане. Після двох ігор проти «Рівер Плейта» і «Сан-Лоренсо де Альмагро», Сеоане офіційно став гравцем «Індепендьєнте». Його перший офіційний матч відбувся 3 квітня 1921 року проти «Расінга», але матч був зупинений після першого тайму через проливний дощ. Перший же гол за «Дьябло Рохо» Сеоане забив у ворота «Лануса» у другій грі за «Інді» на 86-й хвилині матчу. Головною проблемою Сеоане під час його першого переходу в «Індепендьєнте» стала зайва вага, яку, за будови тіла футболіста, було дуже важко зігнати. Але незважаючи на ці фізичні кондиції, Сеоане залишався головною ударною силою «дияволів», граючи на позиції центрфорварда, він допоміг у 1922 році «Індепендьєнте» виграти аргентинську першість, забивши рекордні 55 голів.
11 листопада 1923 року Сеоане разом з іншими гравцями «Індепендьєнте», Ронсоні, Лопесом та Ферро, напав на арбітра в матчі з «Рівер Плейт», через цей інцидент Сеоане з Ронсоні були на рік виключені з офіційних матчів команди, і їм було заборонено грати в матчах Асоціації Аматорського Футболу. Одразу після цього рішення Сеоане і Ронсоні удвох перейшли в клуб «Порвенір», який виступав в Асоціації Аргентинського Футболу, інший аматорській футбольній лізі Аргентини. Після закінчення терміну дискваліфікації Сеоане зіграв один матч у 1924 році за «Індепендьєнте» проти «Тигре» в знак вірності своєму клубу, але після цієї гри повернувся в «Порвенір».
У 1925 році Сеоане запросили допомогти клубу «Бока Хуніорс» в європейському турне команди. Сеоане погодився і в результаті став кращим гравцем команди, з 40 м'ячів команди забивши 16.
Після повернення з Європи Сеоане знову прийшов в «Індепендьєнте». Повернення кращого бомбардира було тріумфальним: «Рохо» завоювали чемпіонське звання і виграли Копа де Компетансія за перший рік Сеоане в команді. Склад нападу «Індепендьєнте» зразка 1926 року був одним з найсильніших в історії аргентинського клубного футболу — уругваєць Соїло Канавері, Альберто Лалін, Луїс Равашино, Раймундо Орсі і, звичайно, Мануель Сеоане. Сеоане виступав за «Індепендьєнте» до 1933 року, ставши найкращим бомбардиром ери аматорського аргентинського футболу, забивши 196 м'ячів у 208 матчах чемпіонату Аргентини (у професійній аргентинському футболі 56 матчів і 34 голи) і зіграв 9 матчів у Копа де Компетансія. Останній матч Мануель Сеоане провів 8 жовтня 1933 року проти «Феррокаріль Оесте», в якому «Індепендьєнте» програв 0:2.
22 серпня 1934 року відбувся благодійний матч на честь Сеоане, всі кошти від зборів якого пішли на покупку будинку гравцеві.
Після закінчення кар'єри Сеоане тренував збірну Аргентини, вигравши чемпіонат Південної Америки у 1937 році. Останні роки життя він працював керуючим кемпінгу в місті Кільмес. 21 серпня 1975 року Мануель Сеоане помер.

## Досягнення

### Як гравець

#### Командні
- Чемпіон Аргентини: 1922, 1926
- Чемпіон Південної Америки: 1925, 1927, 1929
- Срібний призер Чемпіонату Південної Америки: 1924

#### Особисті
- Кращий гравець чемпіонату Південної Америки: 1925, 1927, 1929

### Як тренер
- Чемпіон Південної Америки: 1937